# Lunawada
Lunawada è una suddivisione dell'India, classificata come municipality, di 33.381 abitanti, situata nel distretto di Mahisagar, nello stato federato del Gujarat. In base al numero di abitanti la città rientra nella classe III (da 20.000 a 49.999 persone).

## Geografia fisica
La città è situata a 23° 7' 60 N e 73° 37' 0 E e ha un'altitudine di 74 m s.l.m..

## Società

### Evoluzione demografica
Al censimento del 2001 la popolazione di Lunawada assommava a 33.381 persone, delle quali 17.486 maschi e 15.895 femmine. I bambini di età inferiore o uguale ai sei anni assommavano a 3.924, dei quali 2.190 maschi e 1.734 femmine. Infine, coloro che erano in grado di saper almeno leggere e scrivere erano 25.352, dei quali 14.255 maschi e 11.097 femmine.